# 열려라 동요세상 (창원)
《열려라 동요세상 (창원)》은 KBS 2TV 창원의 텔레비전 프로그램으로 창원 관내의 초등학생이 출연해 동요 솜씨를 겨룬다.
매월 넷째주 금요일에만 방영하며, 이외의 금요일은 《누가누가 잘하나》가 방송되었지만, 2014년 5월 30일을 끝으로 폐지되었다.

## 방송 시간
| 방송 채널   | 방송 기간                          | 방송 시간                                       |
| ----------- | ---------------------------------- | ----------------------------------------------- |
| KBS창원 1TV | 2005년 5월 6일 ~ 2007년 4월 27일   | 매주 금요일 오후 5:15 ~ 저녁 6:00 (45분)        |
| KBS창원 1TV | 2007년 5월 4일 ~ 2007년 11월 2일   | 매주 금요일 오후 4:10 ~ 5:00 (50분)             |
| KBS창원 1TV | 2007년 11월 30일 ~ 2010년 4월 30일 | 매월 넷째주 금요일 오후 4:10 ~ 5:10 (50분)      |
| KBS창원 2TV | 2010년 6월 25일 ~ 2010년 12월 23일 | 매월 넷째주 금요일 오후 4:30 ~ 5:15 (45분)      |
| KBS창원 2TV | 2011년 1월 28일 ~ 2011년 10월 28일 | 매월 넷째주 금요일 오후 4:05 ~ 5:00 (55분)      |
| KBS창원 2TV | 2011년 11월 25일 ~ 2012년 2월 24일 | 매월 넷째주 금요일 오후 5:00 ~ 저녁 6:00 (60분) |
| KBS창원 2TV | 2012년 3월 30일 ~ 2013년 4월 26일  | 매월 넷째주 금요일 오후 4:05 ~ 5:00 (55분)      |
| KBS창원 2TV | 2013년 4월 26일 ~ 2014년 5월 30일  | 매월 넷째주 금요일 오후 4:00 ~ 5:00 (60분)      |

## 역대 MC(동요지기)
| 역대 (대수) | 진행자 | 진행자 | 진행기간                            | 비고  |
| 역대 (대수) | 남자   | 여자   | 진행기간                            | 비고  |
| ----------- | ------ | ------ | ----------------------------------- | ----- |
| 1대         | 빈칸   | 문지숙 | 2001년 8월 1일 ~ 2004년 8월 21일    |       |
| 2대         | 빈칸   | 고민정 | 2004년 9월 18일 ~ 2005년 4월 16일   |       |
| 3대         | 심인보 | 박소영 | 2005년 4월 23일 ~ 2006년 11월 17일  | [ 1 ] |
| 4대         | 심인보 | 최송현 | 2006년 11월 24일 ~ 2007년 3월 30일  |       |
| 5대         | 심인보 | 박은영 | 2007년 4월 6일 ~ 2008년 5월 30일    |       |
| 6대         | 심인보 | 정다은 | 2008년 6월 27일 ~ 2009년 6월 5일    |       |
| 7대         | 심인보 | 차다혜 | 2009년 6월 26일 ~ 2010년 4월 30일   |       |
| 8대         | 심인보 | 이아롬 | 2010년 5월 7일 ~ 2011년 5월 27일    |       |
| 9대         | 차재환 | 이아롬 | 2011년 6월 24일 ~ 2012년 9월 28일   |       |
| 10대        | 차재환 | 김소유 | 2012년 10월 26일 ~ 2012년 11월 30일 | [ 2 ] |
| 11대        | 차재환 | 김지원 | 2012년 12월 28일 ~ 2013년 1월 25일  |       |
| 12대        | 차재환 | 김소유 | 2013년 2월 22일 ~ 2014년 5월 30일   | [ 3 ] |